# Schubborstkolibrie
De schubborstkolibrie (Phaeochroa cuvierii; synoniem: Campylopterus cuvierii) is een vogel uit de familie Trochilidae (kolibries). De vogel is genoemd naar de Franse natuuronderzoeker Georges Cuvier.

## Verspreiding en leefgebied
Deze soort komt voor van zuidoostelijk Mexico tot noordelijk Colombia en telt zes ondersoorten:
- P. c. roberti: van zuidoostelijk Mexico tot noordoostelijk Costa Rica.
- P. c. maculicauda: de Pacifische hellingen van Costa Rica.
- P. c. furvescens: de Pacifische hellingen van westelijk Panama.
- P. c. saturatior: Coiba (Panama).
- P. c. cuvierii: oostelijk en centraal Panama.
- P. c. berlepschi: noordelijk Colombia.

## Status
De grootte van de populatie is in 2019 geschat op 50-500 duizend volwassen vogels. Op de Rode lijst van de IUCN heeft deze soort de status niet bedreigd.  